# جيمس فروثينغهام
جيمس فروثينغهام (بالإنجليزية: James Frothingham)‏ هو رسام أمريكي، ولد في 1786 في Charlestown, Boston ‏ في الولايات المتحدة، وتوفي في 6 يناير 1864 في بروكلين في الولايات المتحدة.

## معرض صور

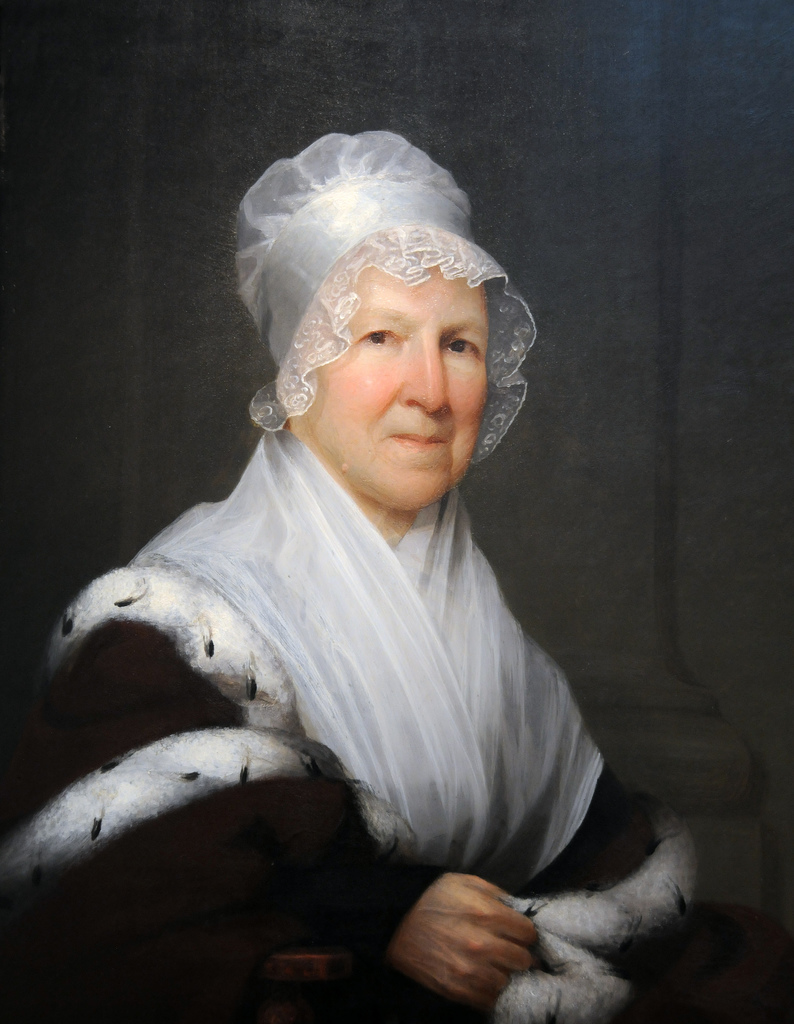
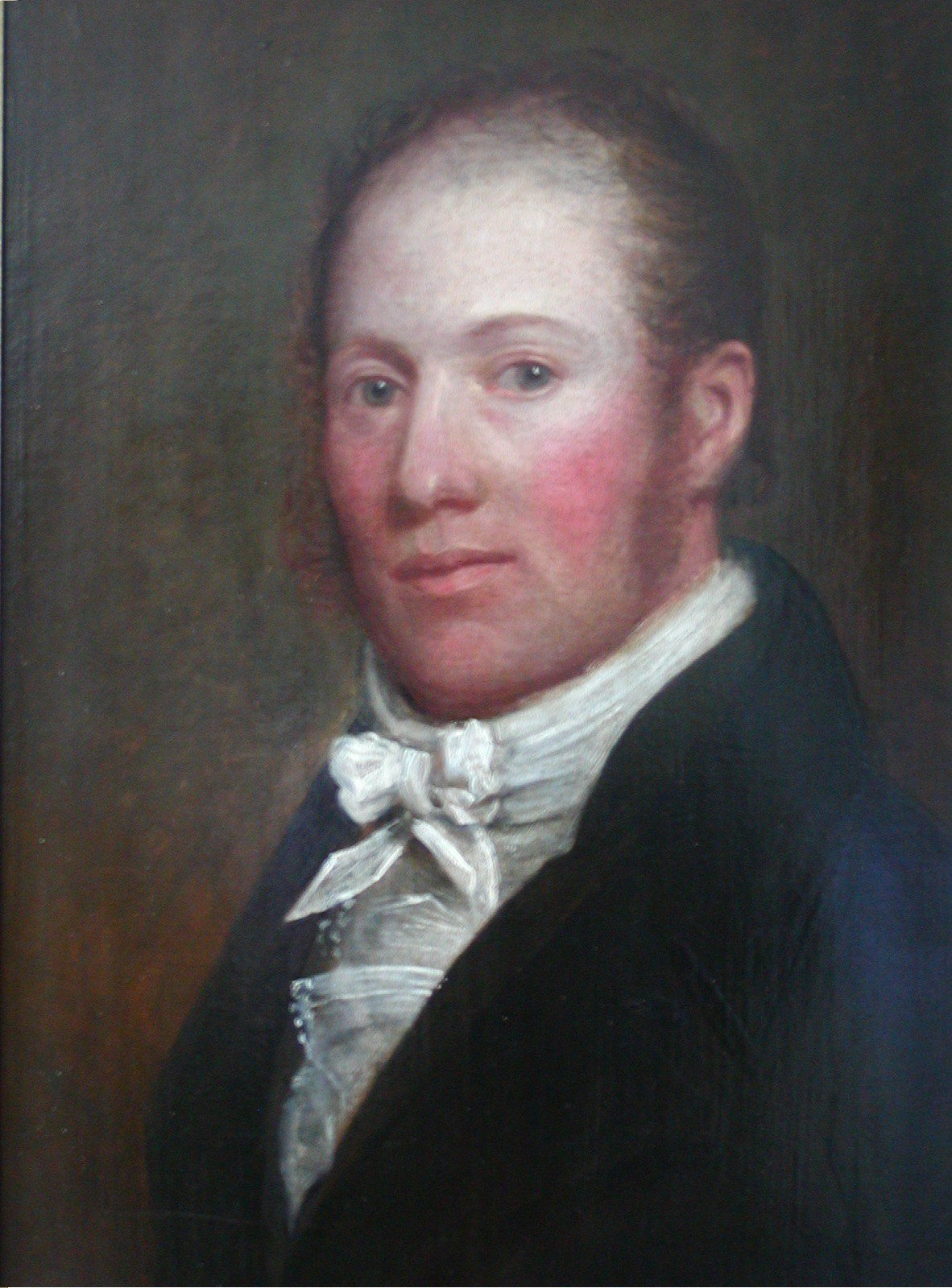
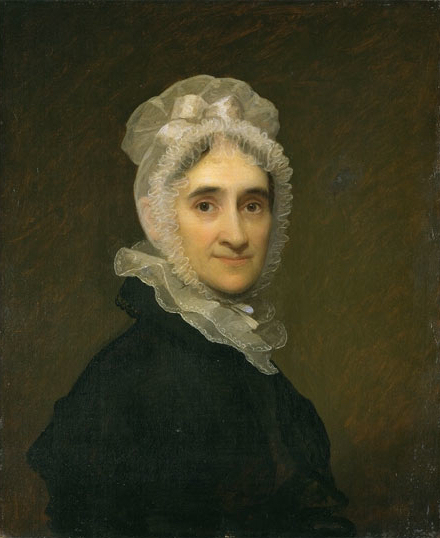
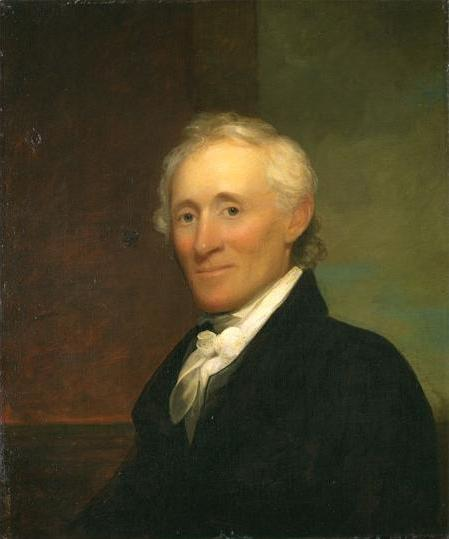